# Siccia duodecimpunctata
Siccia duodecimpunctata là một loài bướm đêm thuộc phân họ Arctiinae, họ Erebidae.